# اسپری (اکلاهما)
اسپری(به انگلیسی: Sperry) شهری در ایالت اکلاهما کشور ایالات متحده آمریکا است که جمعیت آن در سرشماری سال ۲۰۱۰ میلادی، ۱٬۲۰۶ نفر بوده‌است.